# Ferdinand Kunz
Ferdinand Kunz, auch Friedrich Kunz (* 24. Februar 1755 in Zerbst; † 13. Februar 1825 in Braunschweig) war ein deutscher Hochschullehrer.

## Leben
Ferdinand Kunz immatrikulierte sich zu einem Theologiestudium an der Universität Leipzig.
Nach Beendigung des Studiums trat er in die Dienste des Königs von Preußen, Friedrich II., und gründete 1778 eine Handelsschule in Magdeburg, die er fünfundzwanzig Jahre lang leitete und in denen 1100 Schüler die Schule besuchten; in dieser Zeit nahm er 1794 auch seinen Neffen Carl Friedrich Kunz bei sich auf, der an der Handelsschule eine Ausbildung zum Kaufmann erhielt und später mit E. T. A. Hoffmann befreundet war.
1804 wurde er durch den Herzog von Braunschweig, Carl Wilhelm Ferdinand, als Lehrer der Technologie und Handelswissenschaften an das Collegium Carolinum berufen. Nachdem, während der Zeit der Besetzung Braunschweigs durch napoleonische Truppen (1807–1813), die Schule 1808 zu einer Militärakademie umgewandelt worden war, wurde ihm der Unterricht in Militärgeographie übertragen.
Nachdem das Collegium Carolinum 1814 als höhere Bildungsanstalt wiederhergestellt worden war, übernahm er 1814 wieder seine alten Lehrfächer und wurde 1821, als Nachfolger des verstorbenen Johann Gottlieb Buhle, Mitglied des Direktoriums.

## Schriften (Auswahl)
- Kurze Geschichte der Entstehung und allmählichen Erweiterung der am 1sten Junius 1778 errichteten Magdeburgischen Handlungsschule. In: 25jährige Stiftungsfeyer der Handlungsschule in Magdeburg. Magdeburg 1804, S. 6–24
- Uebersicht der wichtigsten Handwerke, Manufakturen und Fabriken, zum Gebrauche technologischer Vorlesungen. Braunschweig, 1807.
- Versuch eines Handbuchs der reinen Geographie, als Grundlage zur höheren Militärgeographie, zum Gebrauche für Kriegsschulen und Offiziere. Stuttgart und Tübingen, 1812.